# Castalius
Castalius är ett släkte av fjärilar. Castalius ingår i familjen juvelvingar.

## Bildgalleri

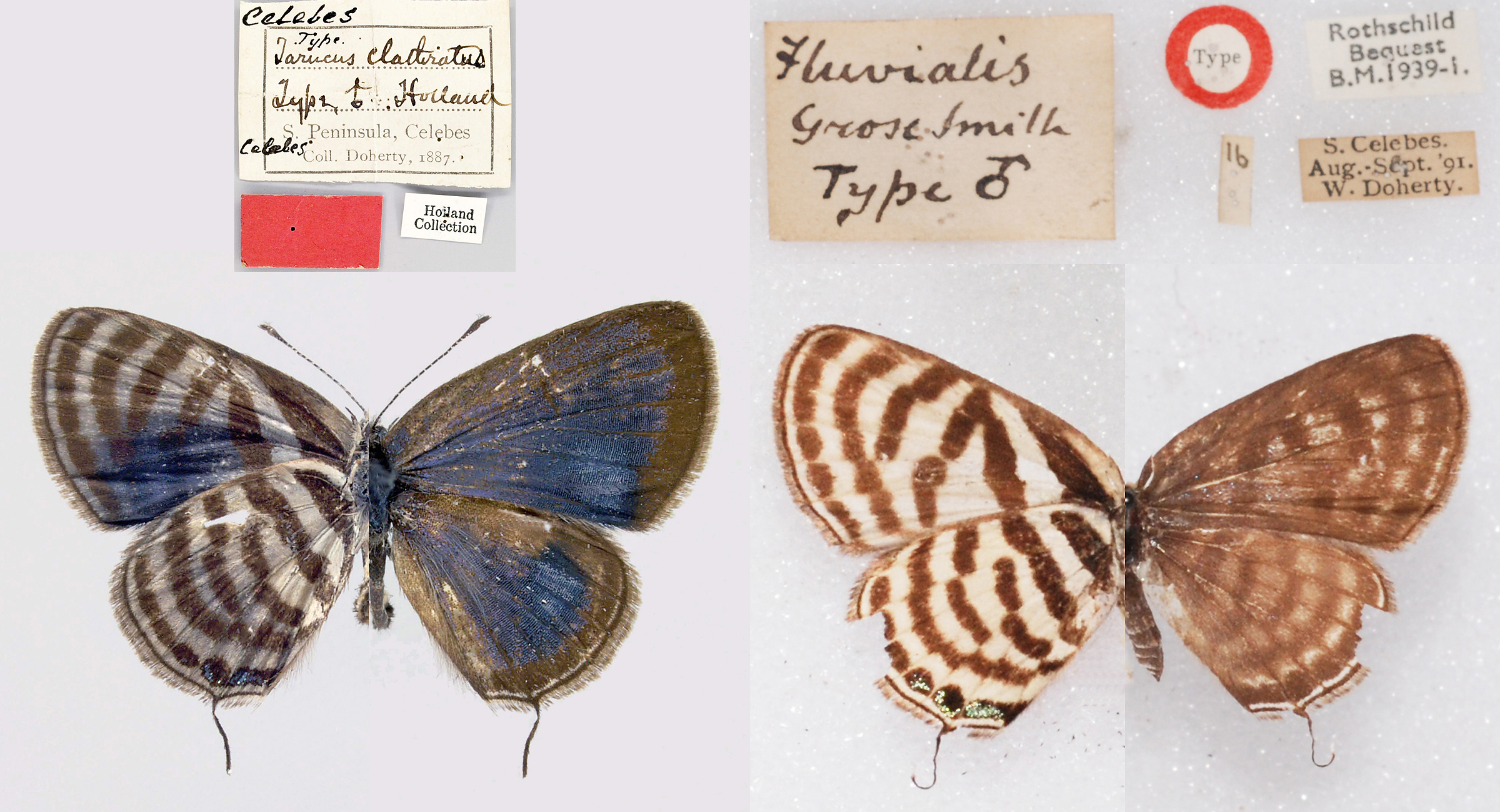
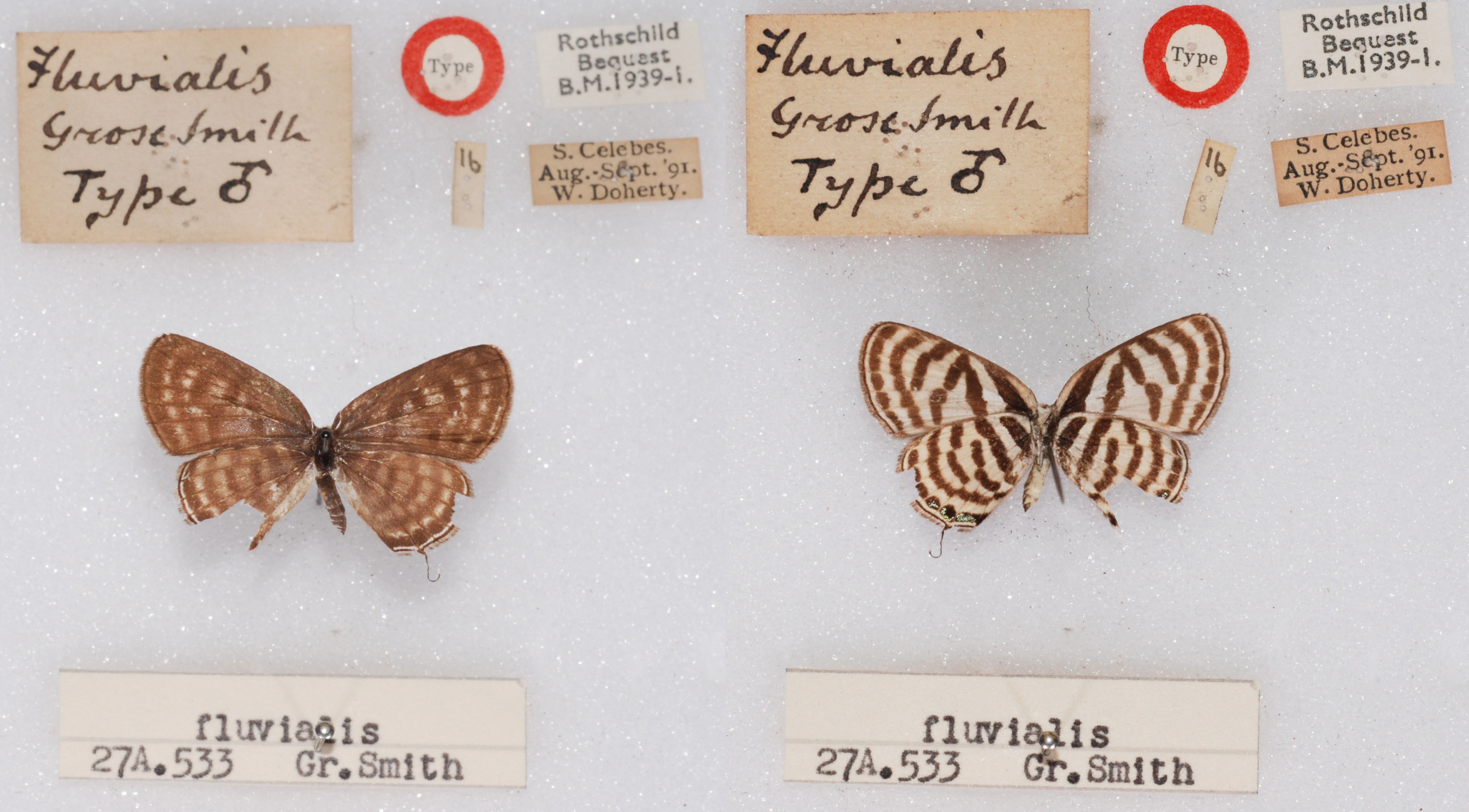
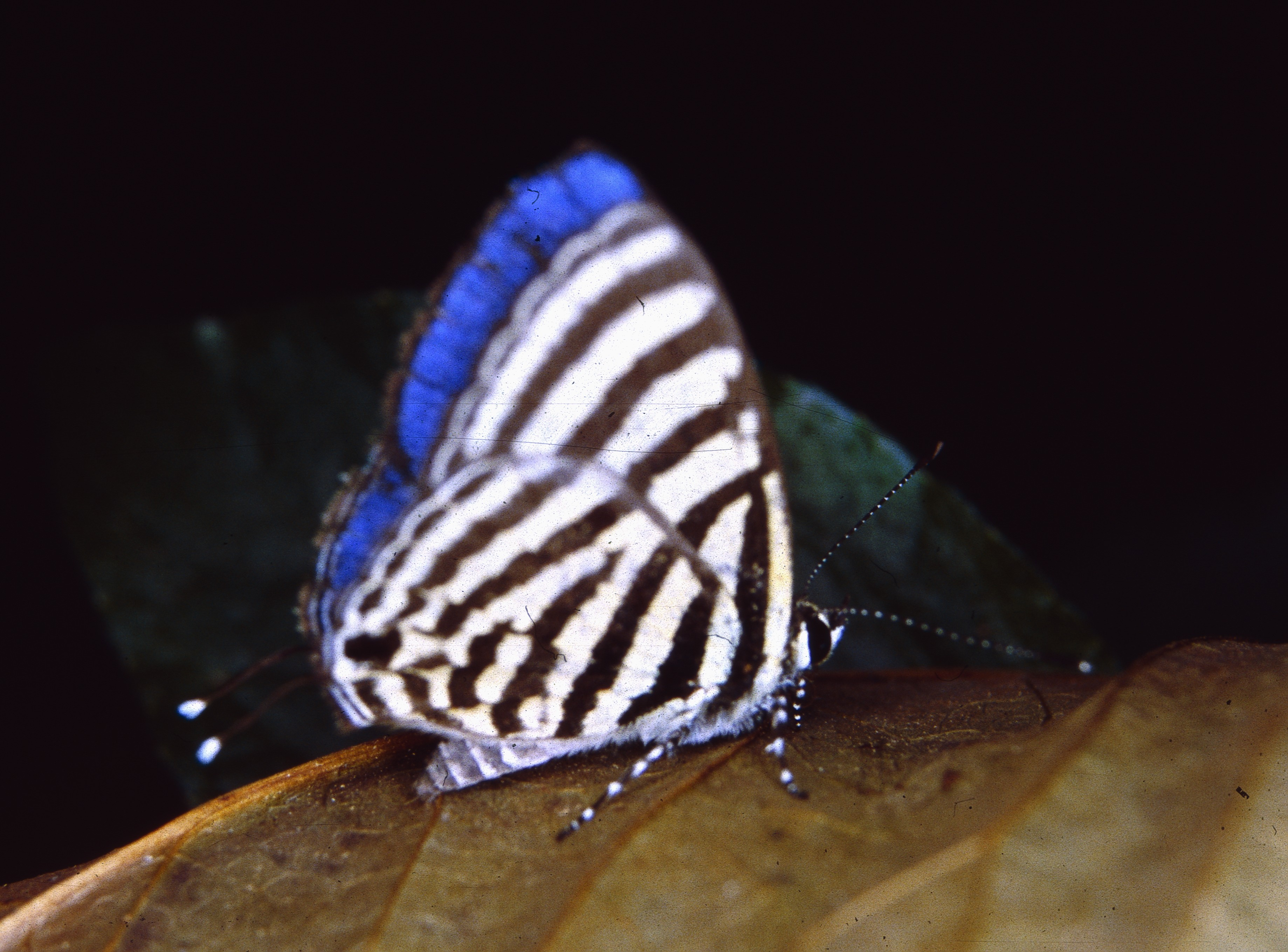
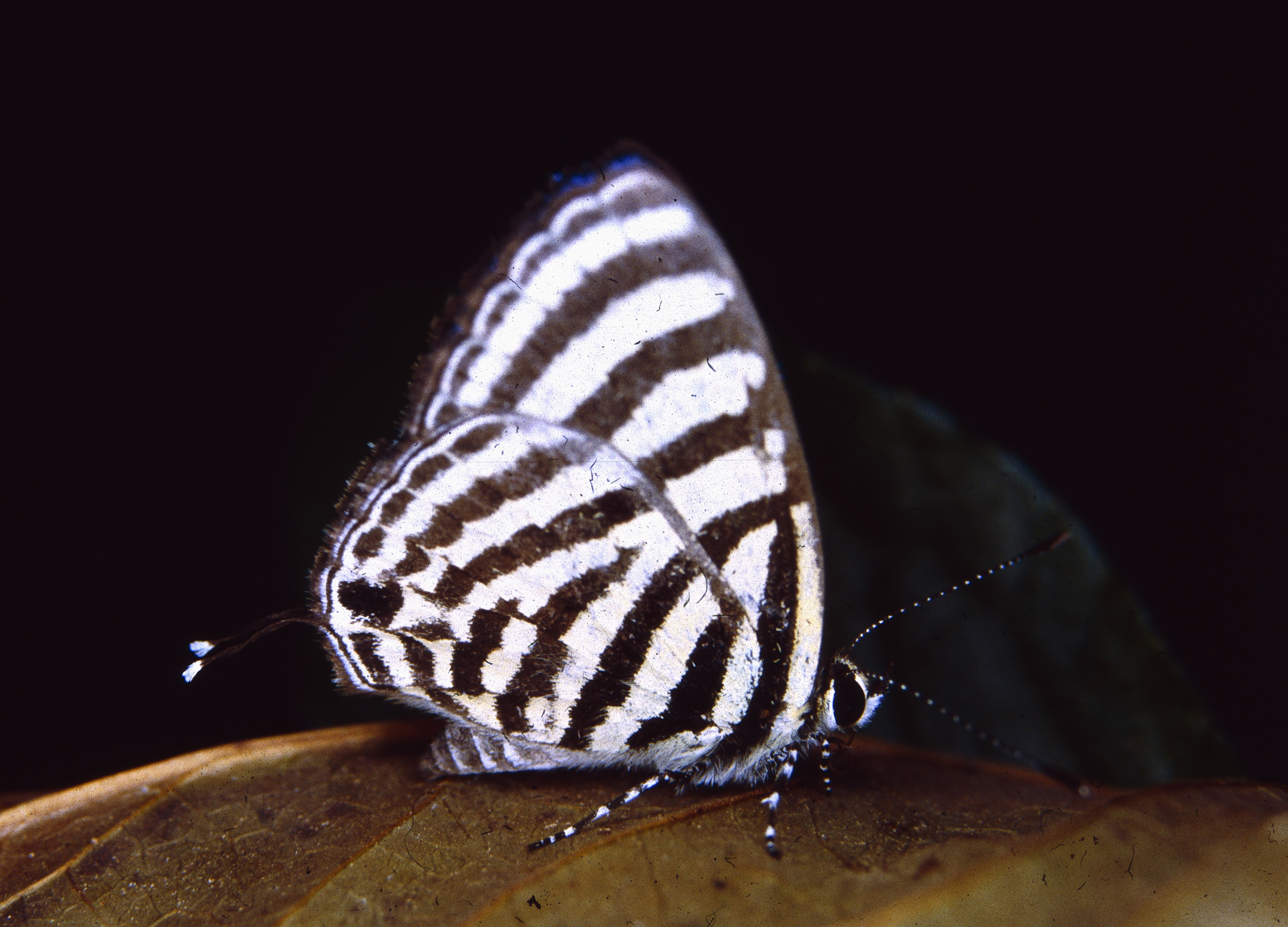
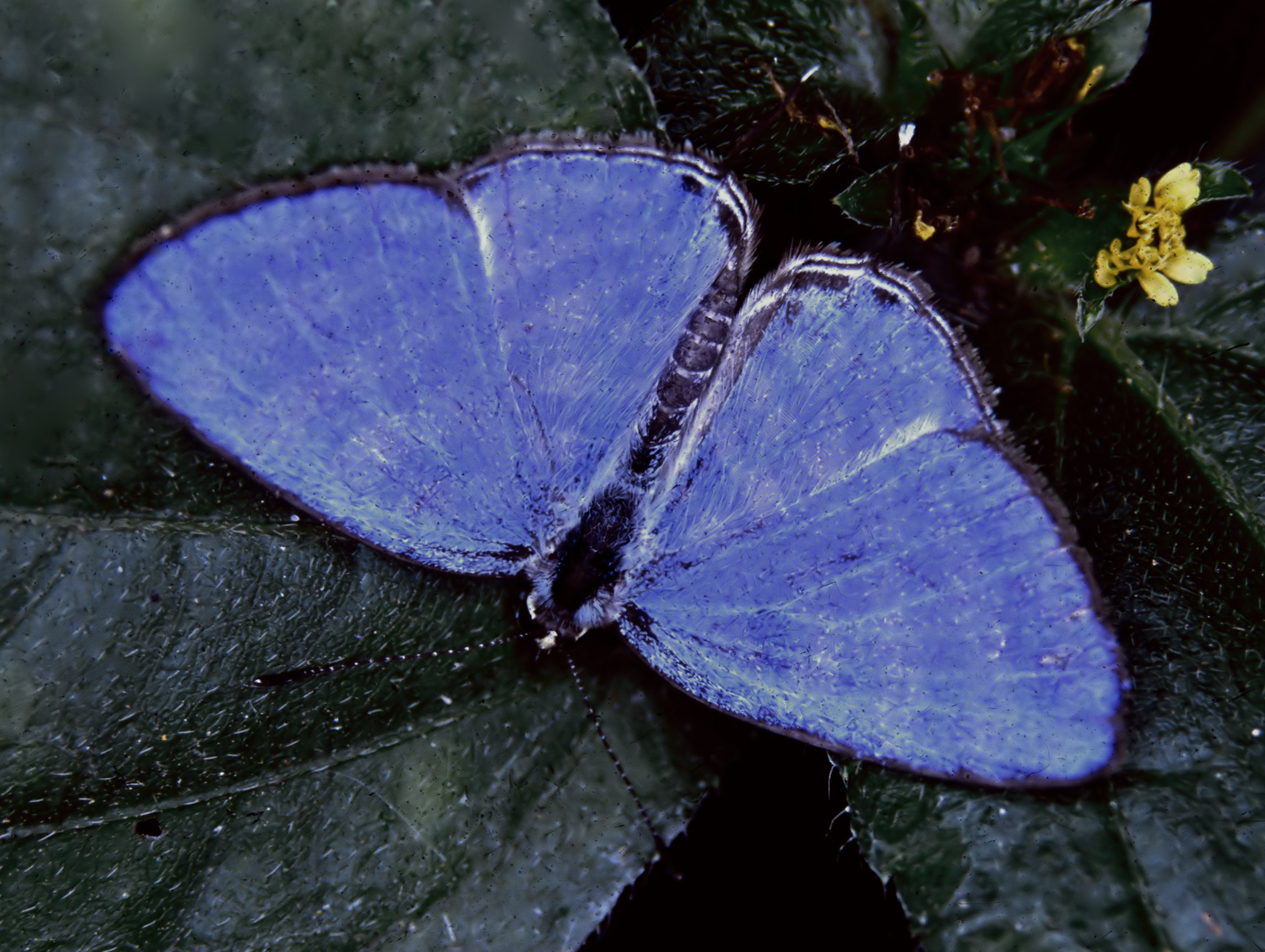
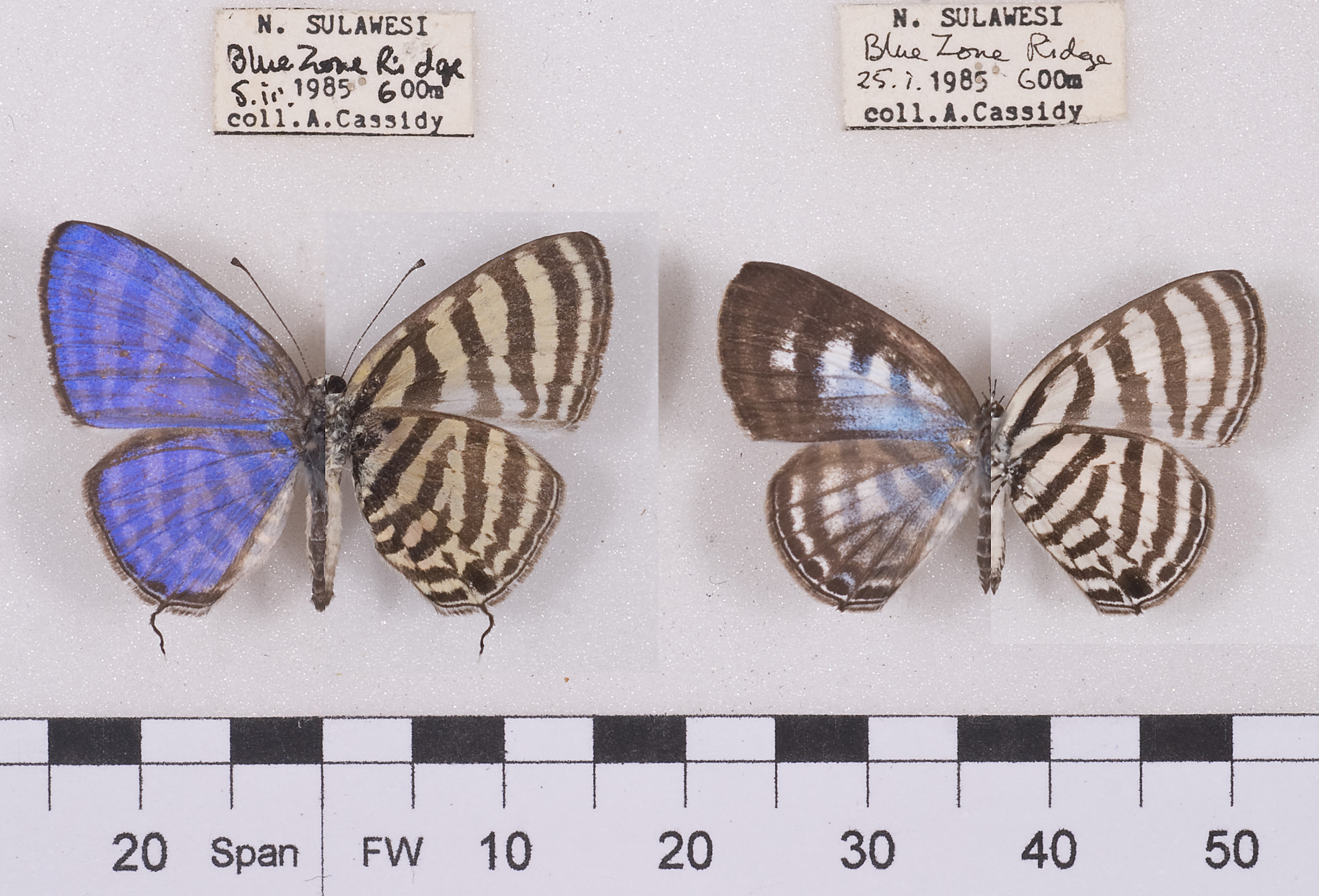

## Dottertaxa tillCastalius, i alfabetisk ordning[1]
- Castalius adoniram
- Castalius adorabilis
- Castalius airvati
- Castalius alarbus
- Castalius ananda
- Castalius angustior
- Castalius anomalogramma
- Castalius approximatus
- Castalius austini
- Castalius baghavus
- Castalius calice
- Castalius carana
- Castalius catrionus
- Castalius chota
- Castalius coridon
- Castalius cosimon
- Castalius cretosus
- Castalius ertli
- Castalius fasciatus
- Castalius godarti
- Castalius gregorii
- Castalius griqua
- Castalius hamatus
- Castalius hesperis
- Castalius holiteia
- Castalius ilissus
- Castalius interruptus
- Castalius kaffana
- Castalius kontu
- Castalius lactinatus
- Castalius leoninus
- Castalius libora
- Castalius maimon
- Castalius margaritaceus
- Castalius melaena
- Castalius mindarus
- Castalius monrosi
- Castalius naxus
- Castalius nodieri
- Castalius obscurata
- Castalius phasma
- Castalius rhode
- Castalius rosimon
- Castalius roxana
- Castalius silas
- Castalius sostrus
- Castalius stempfferi
- Castalius ulyssides
- Castalius usemia
- Castalius vileja
- Castalius vocetius